# Marilyn (turó)

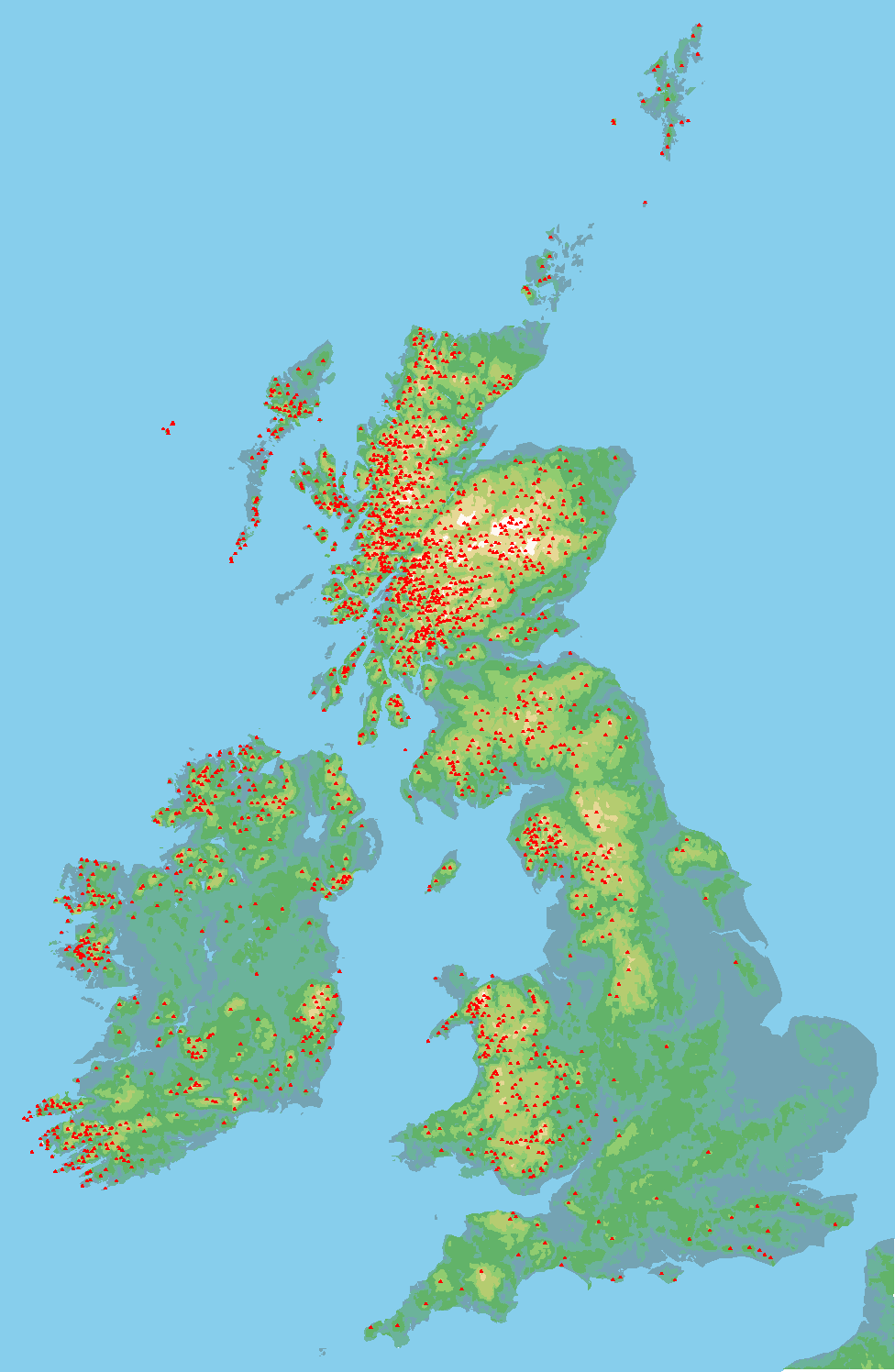
Mapa dels Marilyns

S'anomena Marilyn a una muntanya o pujol a les Illes Britàniques (Irlanda inclosa) amb una altura relativa d'almenys 150 metres (492 peus), independentment de l'altitud sobre el nivell del mar o altres mèrits. Fent referència a Marilyn Monroe, el nom va ser encunyat com un irònic contrast amb la designació Munro, utilitzada per a les muntanyes d'Escòcia d'una altura de més de 3.000 peus.
Actualment hi ha 1554 marilyns identificats en la Gran Bretanya: A Escòcia 1214, Anglaterra 180, Gal·les 156, 5 a l'Illa de Man (la Black Mountain se situa tots dos a Anglaterra i a Gal·les). A l'Illa d'Irlanda hi ha 455 marilyns: 389 a la República d'Irlanda i 66 a Irlanda del Nord. La llista va ser compilada per Alan Dawson en el seu llibre The Relative Hills of Britain